# Tragédie de Walkerton
La tragédie de Walkerton est une épidémie de gastro-entérite causée par l'eau contaminée à la bactérie E. coli dans la municipalité de Walkerton en Ontario, au Canada. 
En mai 2000, la présence de la bactérie dans l'eau potable de la municipalité a causé sept morts et plus de 2 300 malades dont plusieurs personnes atteintes de maladies chroniques.

## Résumé
Walkerton est une petite communauté ontarienne. Son approvisionnement en eau a été contaminé par la souche dangereuse d'E. coli, Escherichia coli O157:H7, via des eaux usées d'une ferme voisine dans un puits dont le risque de contamination était connu.
Après la tragédie, l'Agence ontarienne des eaux prend en charge le nettoyage du système d'eau de Walkerton. Les victimes de la crise de l’eau à Walkerton ont reçu plus de 72 millions de dollars pour les préjudices subis.